# Оук Парк (Мичиген)
Оук Парк (Мичиген) (енгл. Oak Park) град је у америчкој савезној држави Мичиген. По попису становништва из 2010. у њему је живело 29.319 становника.

## Демографија
Према попису становништва из 2010. у граду је живело 29.319 становника, што је 474 (1,6%) становника мање него 2000. године.
| Група             | 2000.          | 2010.          |
| Белци             | 13.813 (46,4%) | 10.806 (36,9%) |
| Афроамериканци    | 13.690 (46,0%) | 16.842 (57,4%) |
| Азијати           | 648 (2,2%)     | 419 (1,4%)     |
| Хиспаноамериканци | 381 (1,3%)     | 423 (1,4%)     |
| Укупно            | 29.793         | 29.319         |